# 후지타 야스토
후지타 야스토(일본어: 冨士田 康人, 2000년 12월 16일~)는 일본의 축구 선수이다.

## 구단 경력
그는 2023년 J3리그의 YSCC 요코하마에 입단했다. 2024년후 일본 풋볼 리그에 강등했다.